# 赛勒恩别墅
赛勒恩别墅（Villa Seilern）是上奥地利州 巴特伊施尔的一座历史建筑，位于巴特伊施尔温泉公园的西端。

## 历史
这座古典主义别墅建于1881年，由维也纳建筑大师威廉·皮尔斯（Wilhelm Pils）设计，业主是赛勒恩家族的伊丽莎白·雷希斯伯爵夫人。原始建筑平面图保存在巴特伊施尔建筑办公室。竣工后，举行了茶艺音乐会和戏剧晚会，艺术家小约翰·施特劳斯和亚历山大·吉拉迪招待了众多尊贵的客人。自1907年起，赛勒恩别墅是弗里德里希大公及其家人的避暑别墅，奥地利皇储弗朗茨·斐迪南大公也曾在此居住。1909年，赛勒恩伯爵夫人在去世前不久，将别墅出售给了维也纳居民兰道先生。随后又更换了几次业主：1919年，维也纳猪批发商沃特劳贝克，1923年，大实业家奥斯卡·因瓦尔德·瓦尔德特鲁，1925年，他将别墅遗赠给了女婿维克托·格扎·冯·埃尔斯德。1951年，该建筑改为教师的疗养地，客人住在别墅内，前往周围的温泉疗养院进行治疗。2006年9月至2008年4月，建筑师乔治·施莱彻（Georg Schleicher）为别墅增添了一个宽敞的酒店和健身区。